# كأس الأمم الإفريقية تحت 17 سنة 2023
كأس الأمم الأفريقية تحت 17 سنة 2023 هي النسخة الرابعة عشرة من كأس الأمم الأفريقية تحت 17 سنة التي تُنظم كل سنتين من قبل الاتحاد الأفريقي لكرة القدم (CAF) للاعبين الذين تبلغ أعمارهم 17 عامًا أو أقل. في مايو 2021، تقرر أن تستضيف الجزائر البطولة. هذه هي النسخة الأولى من البطولة التي تضم اثني عشر منتخبا بدلاً من ثمانية. ستتأهل المنتخبات الأربعة الأولى الأولى في البطولة إلى كأس العالم تحت 17 سنة 2023 لتمثيل القارة الإفريقية. 
تمكّن المنتخب السنغالي من الفوز باللقب للمرة الأولى في تاريخه.

## التصفيات
قرر الاتحاد الإفريقي لكرة القدم في يوليو 2017 أنه يجب تغيير شكل التصفيات وتقسيمها وفقًا للمناطق. في نهاية مرحلة التأهل، سينضم أحد عشر فريقًا إلى البلد المضيف الجزائر.

### أهلية اللاعبين
اللاعبون المولودون في 1 يناير 2006 أو ما بعده مؤهلون للمشاركة في المسابقة.

### المنتخبات المؤهلة
تأهلت المنتخبات الاثني عشر التالية للبطولة النهائية. وقد تم استبعاد جنوب السودان من البطولة بعد أن فشل 5 لاعبين في اختبار التصوير بالرنين المغناطيسي.
ملحوظة: كل إحصائيات الظهور تحسب فقط منذ بداية البطولة النهائية عام 1995.
| المنتخب            | المنطقة                | تاريخ التأهل   | المُشاركات | آخر مُشاركة | أفضل مُشاركة                |
| ------------------ | ---------------------- | -------------- | --------- | ---------- | -------------------------- |
| الجزائر (المُستضيف) | المنطقة الشمالية       | 17 مايو 2021   | 2         | 2009       | الوصافة (2009)             |
| المغرب             | المنطقة الشمالية       | 14 نوفمبر 2022 | 3         | 2019       | المركز الرابع (2013)       |
| نيجيريا            | المنطقة الغربية ب      | 21 يونيو 2022  | 10        | 2019       | البطل (2001، 2007)         |
| بوركينا فاسو       | المنطقة الغربية ب      | 21 يونيو 2022  | 7         | 2011       | البطل (2011)               |
| السنغال            | المنطقة الغربية أ      | 7 أكتوبر 2022  | 3         | 2019       | دور المجموعات (2011، 2019) |
| مالي               | المنطقة الغربية أ      | 7 أكتوبر 2022  | 9         | 2017       | البطل (2015، 2017)         |
| الكاميرون          | المنطقة الوسطى         | 15 يناير 2023  | 8         | 2019       | البطل (2003، 2019)         |
| الكونغو            | المنطقة الوسطى         | 18 يناير 2023  | 3         | 2013       | المركز الثالث (2011)       |
| الصومال            | المنطقة الوسطى الشرقية | 12 أكتوبر 2022 | 1         | لا يوجد    | أول مرة                    |
| جنوب السودان       | المنطقة الوسطى الشرقية | 12 أكتوبر 2022 | 1st       | لا يوجد    | أول مرة                    |
| جنوب إفريقيا       | المنطقة الجنوبية       | 9 ديسمبر 2022  | 4         | 2015       | الوصافة (2015)             |
| زامبيا             | المنطقة الجنوبية       | 9 ديسمبر 2022  | 2         | 2015       | دور المجموعات (2015)       |

## الملاعب
اختارت الاتحادية الجزائرية لكرة القدم ثلاثة ملاعب في ثلاث مدن عبر الدولة المضيفة الجزائر لاستضافة البطولة: الجزائر العاصمة وعنابة وقسنطينة.
| ملعب نيلسون مانديلا (الجزائر) | ملعب 19 ماي 1956 |
| السعة: 40,784                 | السعة: 58,100    |
|                               |                  |
| قسنطينة                       |                  |
| ملعب محمد حملاوي              |                  |
| السعة: 22,986                 |                  |
|                               |                  |

## الحكام
حكام الساحة
- باتريس ميبيامي
- يوسف غموح
- فينسينتيا أميدومي
- محمد المبروك
- عصمان دياكيتي
- ميرفيل فيندافارا
- أخونا ماكاليما
- نياجروا ديكينز
- أدالبيرت ديوف
- أحمد أرجيجا
- سورو توونيفيري
- جينوت بيتو
- جيلي شافاني
- بن أميسي تسيمانوهيتسي
- عبد السلام قاسم

الحكام المساعدون
- أدولف لامين دوفينت
- سيراك منغيس
- هابيل أباني
- ديانا تشيكوتشا
- رونالد كيت
- كويني فيكتوري
- وائل حناشي
- أسماء فريال وهاب
- ستيفن يمبي
- فانتا كون
- غيلين نجيلا
- لاكي كيغاكولوجيتسوي
- دجيري غوميز لوبيز
- كارين أتيزامبونغ فومو
- محمد سراج
- إيبا ميدارد إتيان
- يوسف محمد محمود
- مامادو نغوم
- ماري نغوروغ

حكام الفيديو المساعدين
- لحلو بن براهم
- أحمد الغندور

## القرعة
تم إجراء قرعة البطولة النهائية في 1 فبراير 2023، على الساعة 12:00 بتوقيت غرب أوروبا (ت ع م±00:00)، في الجزائر العاصمة، قُسّمت المنتخبات الاثني عشر إلى ثلاث مجموعات من أربعة منتخبات. صُنّفت الدولة المضيفة الجزائر في المجموعة الأولى، في حين صنّفت الكاميرون حاملة لقب بطولة 2019 في المجموعة الثالثة، ووُضعت نيجيريا (رابعة بطولة 2019) في المجموعة الثانية، بينما تم تصنيف التسع منتخبات بناءً على نتائجها في بطولة 2019.
| مُصنّفة                                                        | الوعاء 1                     | الوعاء 2                                                                        |
| ------------------------------------------------------------ | ---------------------------- | ------------------------------------------------------------------------------- |
| 1. الجزائر (المستضيف) (A1) 2. نيجيريا (B1) 3. الكاميرون (C1) | 1. المغرب 2. السنغال 3. مالي | 1. الكونغو 2. الصومال 3. جنوب إفريقيا 4. زامبيا 5. بوركينا فاسو 6. جنوب السودان |

## دور المجموعات
كسر فاصل
تم تصنيف المنتخبات وفقًا للنقاط (3 نقاط للفوز، نقطة واحدة للتعادل، 0 نقطة للخسارة)، وفي حالة التعادل بالنقاط، يتم تطبيق معايير كسر التعادل التالية بالترتيب المعطى لتحديد التصنيف حسب المادة 13:
1. النقاط في المباريات وجهاً لوجه بين المنتخبات المتعادلة؛
2. فارق الأهداف في المباريات وجهاً لوجه بين المنتخبات المتعادلة؛
3. الأهداف المسجلة في المباريات المباشرة بين المنتخبات المتعادلة؛
4. فارق الأهداف في جميع مباريات المجموعة؛
5. الأهداف المسجلة في جميع مباريات المجموعة؛
6. سحب القرعة.

جميع الأوقات بالتوقيت المحلي (توقيت غرب إفريقيا) و(توقيت وسط أوروبا) (ت ع م+01:00).

### المجموعة 1
| م | الفريق      | لعب | ف | ت | خ | أ.له | أ.ع | أ.ف | نقاط | التأهل       |
| - | ----------- | --- | - | - | - | ---- | --- | --- | ---- | ------------ |
| 1 | السنغال     | 3   | 3 | 0 | 0 | 7    | 0   | +7  | 9    | خروج المغلوب |
| 2 | الجزائر (H) | 3   | 1 | 1 | 1 | 3    | 4   | −1  | 4    | خروج المغلوب |
| 3 | الكونغو     | 3   | 0 | 2 | 1 | 2    | 3   | −1  | 2    | خروج المغلوب |
| 4 | الصومال     | 3   | 0 | 1 | 2 | 1    | 6   | −5  | 1    |              |

| الجزائر         | 2–0   | الصومال |
| --------------- | ----- | ------- |
| أناتوف 22'، 52' | تقرير |         |

| السنغال     | 1–0   | الكونغو |
| ----------- | ----- | ------- |
| س. ديوف 78' | تقرير |         |

| الجزائر | 0–3   | السنغال                                   |
| ------- | ----- | ----------------------------------------- |
|         | تقرير | - أ. ديوف 45+4'، 61' (ركلة.) - سافاني 86' |

| الكونغو   | 1–1   | الصومال  |
| --------- | ----- | -------- |
| نزوزي 58' | تقرير | محمد 32' |

| الكونغو      | 1–1   | الجزائر      |
| ------------ | ----- | ------------ |
| - ندزوكو 67' | تقرير | - أناتوف 74' |

| الصومال | 0–3   | السنغال                                            |
| ------- | ----- | -------------------------------------------------- |
|         | تقرير | - عبدي 8' (ه.ذ.) - أ. ديوف 33' - دييمي 88' (ركلة.) |

### المجموعة 2
| م | الفريق       | لعب | ف | ت | خ | أ.له | أ.ع | أ.ف | نقاط | التأهل       |
| - | ------------ | --- | - | - | - | ---- | --- | --- | ---- | ------------ |
| 1 | المغرب       | 3   | 2 | 0 | 1 | 4    | 2   | +2  | 6    | خروج المغلوب |
| 2 | نيجيريا      | 3   | 2 | 0 | 1 | 4    | 3   | +1  | 6    | خروج المغلوب |
| 3 | جنوب إفريقيا | 3   | 1 | 0 | 2 | 5    | 7   | −2  | 3    | خروج المغلوب |
| 4 | زامبيا       | 3   | 1 | 0 | 2 | 4    | 5   | −1  | 3    |              |

| نيجيريا    | 1–0   | زامبيا |
| ---------- | ----- | ------ |
| دانيال 76' | تقرير |        |

| المغرب                              | 2–0   | جنوب إفريقيا |
| ----------------------------------- | ----- | ------------ |
| - آيت بودلال 73' (ركلة.) - حنين 83' | تقرير |              |

| نيجيريا | 0–1   | المغرب    |
| ------- | ----- | --------- |
|         | تقرير | - معلي 2' |

| جنوب إفريقيا                     | 3–2   | زامبيا            |
| -------------------------------- | ----- | ----------------- |
| - مخاوانا 12'، 31' - دوكونمو 76' | تقرير | - موانزا 45'، 48' |

| جنوب إفريقيا                | 2–3   | نيجيريا                              |
| --------------------------- | ----- | ------------------------------------ |
| - مخاوانا 6' - مابينا 45+3' | تقرير | - أجادا 34' - إكي 46' - عبد الله 65' |

| زامبيا                            | 2–1   | المغرب     |
| --------------------------------- | ----- | ---------- |
| - مالايا 73' - موانزا 88' (ركلة.) | تقرير | - وزان 19' |

### المجموعة 3
| م | الفريق       | لعب | ف | ت | خ | أ.له | أ.ع | أ.ف | نقاط | التأهل       |
| - | ------------ | --- | - | - | - | ---- | --- | --- | ---- | ------------ |
| 1 | مالي         | 2   | 2 | 0 | 0 | 3    | 0   | +3  | 6    | خروج المغلوب |
| 2 | بوركينا فاسو | 2   | 1 | 0 | 1 | 2    | 2   | 0   | 3    | خروج المغلوب |
| 3 | الكاميرون    | 2   | 0 | 0 | 2 | 1    | 4   | −3  | 0    |              |
| 4 | جنوب السودان | 0   | 0 | 0 | 0 | 0    | 0   | 0   | 0    | أُقصي         |

| الكاميرون | أُلغيت | جنوب السودان |
| --------- | ----- | ------------ |
|           |       |              |

| مالي       | 1–0   | بوركينا فاسو |
| ---------- | ----- | ------------ |
| دومبيا 26' | تقرير |              |

| الكاميرون | 0–2   | مالي                      |
| --------- | ----- | ------------------------- |
|           | تقرير | - باري 86' - دومبيا 90+5' |

| بوركينا فاسو | أُلغيت | جنوب السودان |
| ------------ | ----- | ------------ |
|              |       |              |

| بوركينا فاسو    | 2–1   | الكاميرون     |
| --------------- | ----- | ------------- |
| - أليو 76'، 79' | تقرير | - يوندجيو 62' |

| جنوب السودان | أُلغيت | مالي |
| ------------ | ----- | ---- |
|              |       |      |

### ترتيب منتخبات المركز الثالث
بسبب استبعاد جنوب السودان، لم يتم احتساب الترتيب ضد المنتخب صاحب المركز الرابع من المجموعتين الأولى والثانية.
| م | مج | الفريق       | لعب | ف | ت | خ | أ.له | أ.ع | أ.ف | نقاط | التأهل       |
| - | -- | ------------ | --- | - | - | - | ---- | --- | --- | ---- | ------------ |
| 1 | 1  | الكونغو      | 2   | 0 | 1 | 1 | 1    | 2   | −1  | 1    | خروج المغلوب |
| 2 | 2  | جنوب إفريقيا | 2   | 0 | 0 | 2 | 2    | 5   | −3  | 0    | خروج المغلوب |
| 3 | 3  | الكاميرون    | 2   | 0 | 0 | 2 | 1    | 4   | −3  | 0    |              |

## خروج المغلوب

### القوس
|  | ربع النهائي       | ربع النهائي       |                  |       | نصف النهائي | نصف النهائي |  |  | النهائي | النهائي |
|  |                   |                   |                  |       |             |             |  |  |         |         |
|  | 10 مايو – الجزائر |                   |                  |       |             |             |  |  |         |         |
|  |                   |                   |                  |       |             |             |  |  |         |         |
|  | السنغال           | 5                 |                  |       |             |             |  |  |         |         |
|  | السنغال           | 5                 | 14 مايو – عنابة  |       |             |             |  |  |         |         |
|  | جنوب إفريقيا      | 0                 |                  |       |             |             |  |  |         |         |
|  | جنوب إفريقيا      | 0                 | السنغال          | 1 (5) |             |             |  |  |         |         |
|  | 11 مايو – الجزائر |                   | السنغال          | 1 (5) |             |             |  |  |         |         |
|  |                   | بوركينا فاسو      | 1 (4)            |       |             |             |  |  |         |         |
|  | نيجيريا           | بوركينا فاسو      | 1 (4)            | 1     |             |             |  |  |         |         |
|  | نيجيريا           |                   | 19 مايو –الجزائر | 1     |             |             |  |  |         |         |
|  | بوركينا فاسو      | 2                 |                  |       |             |             |  |  |         |         |
|  | بوركينا فاسو      | 2                 | السنغال          | 2     |             |             |  |  |         |         |
|  | 10 مايو – قسنطينة |                   | السنغال          | 2     |             |             |  |  |         |         |
|  |                   | المغرب            | 1                |       |             |             |  |  |         |         |
|  | المغرب            | المغرب            | 1                | 3     |             |             |  |  |         |         |
|  | المغرب            | 14 مايو – قسنطينة |                  | 3     |             |             |  |  |         |         |
|  | الجزائر           | 0                 |                  |       |             |             |  |  |         |         |
|  | الجزائر           | 0                 | المغرب           | 0 (6) |             |             |  |  |         |         |
|  | 11 مايو – عنابة   |                   | المغرب           | 0 (6) |             |             |  |  |         |         |
|  |                   | مالي              | 0 (5)            |       | النهائي     | النهائي     |  |  |         |         |
|  | مالي              | مالي              | 0 (5)            | 3     | النهائي     | النهائي     |  |  |         |         |
|  | مالي              |                   | 18 مايو – عنابة  | 3     |             |             |  |  |         |         |
|  | الكونغو           | 0                 |                  |       |             |             |  |  |         |         |
|  | الكونغو           | 0                 | بوركينا فاسو     | 2     |             |             |  |  |         |         |
|  |                   |                   |                  |       |             |             |  |  |         |         |
|  | مالي              | 1                 |                  |       |             |             |  |  |         |         |
|  | مالي              | 1                 |                  |       |             |             |  |  |         |         |

### ربع النهائي
يتأهل الفائزون إلى كأس العالم تحت 17 سنة 2023.
| السنغال                                                                | 5–0   | جنوب إفريقيا |
| ---------------------------------------------------------------------- | ----- | ------------ |
| - رينيكي 36' (ه.ذ.) - واليس 39' (ه.ذ.) - ساديو 44' - أ. ديوف 54 '، 72' | تقرير |              |

| المغرب                      | 3–0   | الجزائر |
| --------------------------- | ----- | ------- |
| - وزان 28'، 57' - شاكير 87' | تقرير |         |

| مالي                                     | 3–0   | الكونغو |
| ---------------------------------------- | ----- | ------- |
| - تيا 7' - دومبيا 31' - باري 56' (ركلة.) | تقرير |         |

| نيجيريا        | 1–2   | بوركينا فاسو              |
| -------------- | ----- | ------------------------- |
| - عبد الله 67' | تقرير | - كامارا 45'، 67' (ركلة.) |

### نصف النهائي
| السنغال                                     | 1–1   | بوركينا فاسو                                |
| ------------------------------------------- | ----- | ------------------------------------------- |
| - فال 16'                                   | تقرير | - ويدراوغو 83'                              |
| ركلات الترجيح                               |       |                                             |
| - س. ديوف - دوريفال - سو - سافاني - أ. ديوف | 5–4   | - ويدراوغو - واتارا - سوري - ياميوغو - أليو |

| المغرب                                                                  | 0–0   | مالي                                                              |
| ----------------------------------------------------------------------- | ----- | ----------------------------------------------------------------- |
|                                                                         | تقرير |                                                                   |
| ركلات الترجيح                                                           |       |                                                                   |
| - رضوان - معلي - بختي - حموني - آيت بودلال - قطيبة - المتوكل - الزهواني | 6–5   | - تيا - سيمبارا - كوني - كاناتيه - ديارا - دومبيا - سانوغو - كوني |

### المركز الثالث
| بوركينا فاسو                        | 2–1   | مالي         |
| ----------------------------------- | ----- | ------------ |
| - ع. كامارا 26' (ركلة.) - بوغما 47' | تقرير | - دومبيا 58' |

### النهائي
| السنغال                            | 2–1   | المغرب           |
| ---------------------------------- | ----- | ---------------- |
| - س. ديوف 80' (ركلة.) - سافاني 83' | تقرير | - آيت بودلال 14' |

## البطل
| كأس الأمم الإفريقية تحت 17 سنة 2023 |
| ----------------------------------- |
| · السنغال · للمرة الأولى            |

## الجوائز
تم تسليم الجوائز التالية في ختام البطولة:
| الحذاء الذهبي | أفضل لاعب     | أفضل حارس   | مُدرّب البطولة | جائزة اللعب النظيف |
| ------------- | ------------- | ----------- | ------------ | ------------------ |
| أمارا ديوف    | سوليماني أليو | سيريجن ديوف | سعيد شيبا    | المغرب             |

- التشكيل المثالي للبطولة:[12]

| حارس المرمى | المُدافعون                                                       | لاعبو الوسط                           | المُهاجمون                              |
| ----------- | --------------------------------------------------------------- | ------------------------------------- | -------------------------------------- |
| سيريجن ديوف | لاسينا تراوري عبد الحميد آيت بودلال سيريجن فالو ديوف يحيى لوالي | سيكو كوني عبدو عزيز فال رشيد ويدراوغو | أمارا ديوف سوليماني أليو مامادو دومبيا |

## الهدّافون
عدد الأهداف المُسجلة  58 هدفًا  في 23 مباراة، بمتوسط 2.52 هدفًا في المباراة الواحدة.
5 أهداف
- أمارا ديوف

4 أهداف
- مامادو دومبيا

3 أهداف
- مسلم أناتوف
- زكرياء وزان
- فيكي مخاوانا
- إيمانويل موانزا

هدفان
- أبو بكر كامارا
- سوليماني أليو
- محمود باري
- عبد الحميد آيت بودلال
- أبو بكر عبد الله
- سيريجن فالو ديوف
- مامادو سافاني

هدف ذاتي
- سعيد عبدي (ضد السنغال)
- وايلون رينيكي (ضد السنغال)
- بنجامين واليس (ضد السنغال)

## المنتخبات المتأهلة لكأس العالم تحت 17 سنة
تأهلت المنتخبات الأربعة التالية من إفريقيا إلى كأس العالم تحت 17 سنة 2023.
| المنتخب      | تاريخ التأهل | الظهور السابق في كأس العالم تحت 17 سنة |
| ------------ | ------------ | -------------------------------------- |
| السنغال      | 10 مايو 2023 | 1 (2019)                               |
| المغرب       | 10 مايو 2023 | 1 (2013)                               |
| مالي         | 11 مايو 2023 | 5 (1997، 1999، 2001، 2015، 2017)       |
| بوركينا فاسو | 11 مايو 2023 | 4 (1999، 2011، 2009، 2011)             |

## روابط خارجية
- الموقع الرسمي